# Kelly Craftová
Kelly Craftová, celým jménem Kelly Dawn Knight Craft, rozená Guilfoilová, (* 24. února 1962 Fayette County, Kentucky) je americká diplomatka, členka republikánské strany, která v letech 2019–2021 zastávala úřad velvyslankyně Spojených států při Organizaci spojených národů v administrativě Donalda Trumpa.
Prezident George W. Bush ji v roce 2007 jmenoval americkou zastupující delegátkou při OSN. V diplomatickém sboru se podílela na rozvoji americko-afrických vztahů. V létě 2016 se stala kentuckou delegátkou na republikánském celostátním nominačním sjezdu v probíhajících prezidentských volbách. Řídila také marketingovou a poradenskou firmu Kelly G. Knight LLC, se sídlem v Lexingtonu. Od října 2017 do srpna 2019 vykonávala post velvyslankyně Spojených států v Kanadě, jakožto první žena v tomto úřadu.

## Mládí a vzdělání
Narodila se roku 1962 v kentuckém Fayette County do rodiny bývalého veterináře Bobbyho Guilfoila a Sherry Dale Guilfoilové. Otec byl aktivistou demokratické strany. V okrese Barren County řídil místní stranickou buňku. Vyrostla v kentuckém Glasgowě. V roce 1980 maturovala na střední škole Glasgow High School. Bakalářský titul získala na Kentucké univerzitě roku 1984.

## Politická angažovanost a dary
Kelly Craftová se stala štědrou dárkyní volebních kampaní.
V roce 2004 se zařadila mezi významné podporovatele prezidentské kampaně George W. Bushe, který ji v roce 2007 jako prezident jmenoval zastupující delegátkou diplomatického sboru při Organizaci spojených národů. Jednalo se o krátkodobý mandát ve Valném shromáždění. V delegaci zodpovídala především za poradenskou činnost velvyslanci v otázkách politických vztahů mezi USA a Afrikou, respektive podporu amerických zájmů na africkém kontinentu.
Roku 2016 věnovala s manželem miliony dolarů vybraným kandidátům v republikánských prezidentských primárkách. Předtím než manželský pár podpořil konečného republikánského kandidáta Donalda Trumpa dvěma miliony dolarů, byl jejich hlavním favoritem americký senátor Marco Rubio. Již v roce 2012 působili s manželem jako finanční ředitelé prezidentské kampaně Mitta Romneyho v Kentucky.
Na alma mater, Kentucké univerzitě, zasedala od srpna 2016 ve správní radě. Na pozici rezignovala o rok později v souvislosti s nástupem do úřadu velvyslankyně.

## Americká velvyslankyně v Kanadě

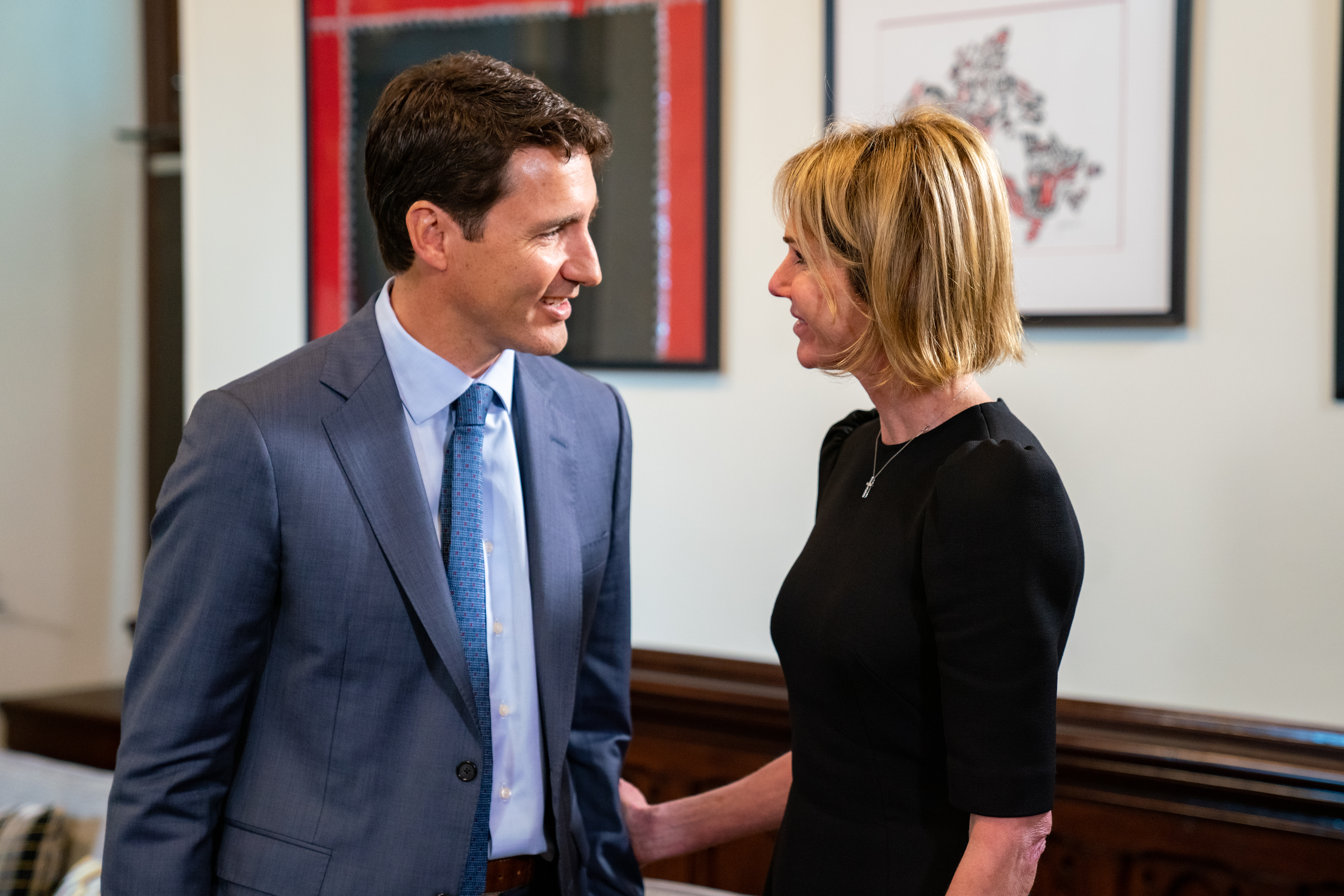
Setkání velvyslankyně s kanadským premiérem Justinem Trudeauem v srpnu 2019

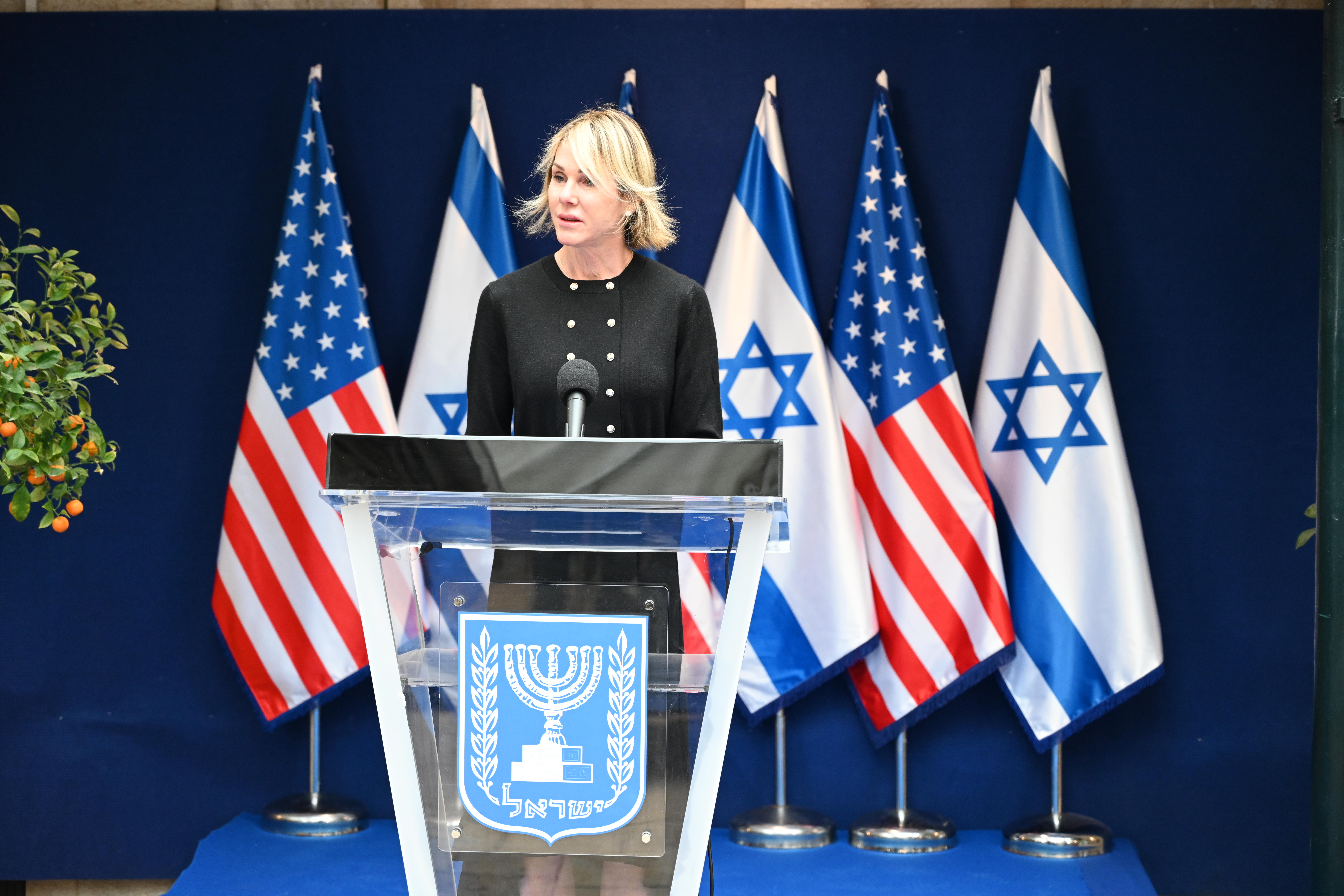
Projev v roli velvyslankyně při OSN během oficiální návštěvy Izraele během prosince 2020

Prezident Donald Trump ji 15. června 2017 nominoval do úřadu velvyslankyně Spojených států v Kanadě. Potvrzení Senátem proběhlo 3. srpna. Přísahu do rukou vieprezidenta Mika Pence složila 26. září a funkce se ujala 23. října téhož roku předáním pověřovacích listin generální guvernérce Julii Payetteové.
Během prvního týdne v úřadu poskytla rozhovor stanici CBC News, v němž uvedla, že pokud jde o konsenzus vědců na klimatickou změnu, tak věří v „obě strany vědy“.

## Americká velvyslankyně při OSN
Prezident Donald Trump ji 22. února 2019 nominoval do úřadu velvyslankyně Spojených států při Organizaci spojených národů. Předchozí ambasadorka Nikki Haleyová svou diplomatickou misi ukončila v závěru roku 2018. Nejdříve se v souvislosti s nominací hovořilo o tiskové mluvčí ministerstva zahraničí Heather Nauertové, která se zájmu o úřad zřekla – oficiálně z rodinných důvodů – v únoru 2019. Nominační listinu prezident do Senátu odeslal 2. května 2019 a horní komora vyslovila souhlas 31. července 2019 poměrem hlasů 56 : 34. Velvyslaneckou přísahu pak složila do rukou viceprezidenta Mika Pence 10. září 2019 a pověřovací listiny generálnímu tajemníku OSN Antóniu Guterresovi předala o dva dny později. Po odchodu Haleyové z úřadu vyjmul prezident Trump velvyslanecký úřad z kabinetní úrovně. Ambasadorský post opustila 20. ledna 2021, s uplynutím volebního období prezidenta Trumpa, jenž nebyl znovuzvolen. V únoru téhož roku ji v úřadu nahradila Linda Thomasová-Greenfieldová, členka na úrovni Bidenova kabinetu.

## Soukromý život
První dvě manželství s Davidem S. Morossem a Judsonem Knightem byla rozvedena. V manželstvích vychovala dvě děti. Třetí sňatek za miliardáře Joea Crafta se uskutečnil v dubnu 2016. Manžel je podnikatel v uhelném průmyslu, prezident a výkonný ředitel Alliance Resource Partners, L.P., třetího největšího producenta uhlí na východě Spojených států.